# Bruce Horak
Bruce Horak (* 5. August 1974 in Calgary) ist ein fast blinder kanadischer Schauspieler und Maler.

## Leben und Werk
Bruce Horak entwickelte als Kind ein Retinoblastom, wodurch er sein rechtes Auge und über 90 Prozent seines Sehvermögens auf dem verbliebenen Auge verlor.

### Als Schauspieler
Horak schuf mehr als 20 Bühnenwerke und wirkte seit den 1990er-Jahren in zahlreichen Theaterproduktionen Kanadas, der Vereinigten Staaten von Amerika und Europas mit. Zu seinen bekanntesten Auftritten gehörten eine Rolle in dem 2004 uraufgeführten Musical Evil Dead – The Musical, das auf den drei Tanz-der-Teufel-Filmen basierte, sowie seit 2012 seine Ein-Mann-Shows mit dem Titel Assassinating Thomson, in denen er jeweils live auf der Bühne ein Bild des Publikums malt und dabei „ein zu gleichen Teilen aus absoluten Fakten und völligem Unsinn bestehendes Programm“ präsentiert.
Als Filmschauspieler hatte er eine Rolle in dem Kurzfilm Glitch (2008) sowie Gastrollen in den US-amerikanischen Serien Warehouse 13 (Philo Farnsworth, 2009) und In the Dark (Brendan, 2019). In der Serie Star Trek: Strange New Worlds (2022) verkörperte er in der ersten Staffel Lieutenant Hemmer, den Chefingenieur des Raumschiffes USS Enterprise, aus dem Volk der meist blinden Aenar. 2023 trat er in der zweiten Staffel (Episode 6) erneut als Hemmer auf. Horak berichtete in einem Interview, dass die Blindheit Hemmers (welche die Figur mit anderen Sinnen kompensieren kann) bei der Auswahl eines geeigneten Schauspielers für die Besetzung der Rolle ein wichtiger Faktor gewesen sei. In Episode 9 der zweiten Staffel spielte er einen Klingonen mit Augenklappe.

### Als Maler
Seit 2011 ist Horak als Maler tätig und fertigte seither über Tausend Gemälde an (darunter etwa 600 Einzelporträts), von denen er einige Arbeiten bei Ausstellungen wie im Harborfront Centre (Toronto, Ontario), in der Auburn Gallery (Calgary), im Pacific Theatre (Vancouver), in der Kelowna Art Gallery (im Rahmen der Ausstellung Just Imagine mit Werken sehbehinderter Künstler), im Firehall Arts Centre (Vancouver), in der Hatch Gallery (Vancouver, mit Wingspan Dis/Arts und Kickstart Arts) und in der Tangled Art + Disability Gallery (Toronto) zeigte.
Horak hatte mit der Malerei als Experiment begonnen, um herauszufinden, ob er seine visuelle Wahrnehmung abbilden konnte. Er beschrieb, wie er sieht: „Das Licht kommt herein und bricht sich wie ein Kaleidoskop um Menschen und leblose Objekte. Es gibt diese kleinen Lichthöfe, die verschiedene Farben haben und oft irgendwie vibrieren. Ich habe sie schon als Kind gesehen.“ Für seine meist 8 × 10 Zoll (etwa 20 × 25 cm) großen Leinwandporträts benutzt er Acrylfarbe. Horak fühlt sich von Arbeiten der Maler Tom Thomson, Fredrick Varley, Vincent van Gogh, Pablo Picasso, Claude Monet, Gahan Wilson, James Christensen sowie der Group of Seven inspiriert.

## Filmografie (Auswahl)
- 2009: Gitch (Kurzfilm)
- 2010: Warehouse 13 (Fernsehserie, eine Folge)
- 2022: In the Dark (Fernsehserie, zwei Folgen)
- 2022–2023: Star Trek: Strange New Worlds (Fernsehserie, acht Folgen)

## Auszeichnungen und Nominierungen
- Nominierung für den Betty Mitchell Award: Herausragende neue Arbeit What You Can’t See (1999)
- Just For Laughs, Frankie Award, Beste Komödie The Canada Show (2002)
- Kritikerauswahl, Toronto, Winnipeg, Edmonton, Saskatoon, Vancouver Fringe Theatre Festivals The Canada Show, The Big Rock Show, Fringe Show, Freud V.S. Hid Ego (2002)
- Betty Mitchell Award, Herausragende Leistung This is CANCER (2007)
- Betty Mitchell Award, Herausragende Leistung Evil Dead: The Musical (2009)
- TWISI Award, Halifax, This is CANCER (2012)
- Kritikerpreis für die Aufführung, das Drehbuch und die Produktion von Assassinating Thomson (2013)[2]